# Harald Welter
Harald Welter (* 24. September 1946) ist ein ehemaliger Schweizer Fussballspieler, der beim FC Winterthur und FC Tössfeld spielte.

## Karriere
Welter kam 1965 vom Winterthur Quartierverein FC Tössfeld zum FC Winterthur, der frisch aus der Nationalliga A abgestiegen war. Dort war der erste Ersatzverteidiger Teil der Aufstiegsmannschaft von 1967/68, die die letzte erfolgreiche Zeit des FCW einläutete. Nach einer Saison beim FCW kehrte er zu seinem Stammverein zurück.
Mit Tössfeld machte Welter den Aufstieg des Vereins in den 1970er-Jahren mit. 1971 stieg er zusammen mit dem Verein in die damals drittklassige 1. Liga auf. Zwei Jahre später war Welter Teil jener Tössfelder Mannschaft, die in die Nationalliga B aufstieg, sodass Welter in der Saison 1973/74 zum zweiten Mal in der Nationalliga B spielte. Der Verein konnte sich dort jedoch nicht halten und stieg gleich wieder ab. Welter spielte noch bis mindestens 1975 für den FC Tössfeld.